# 德瓦旺萨

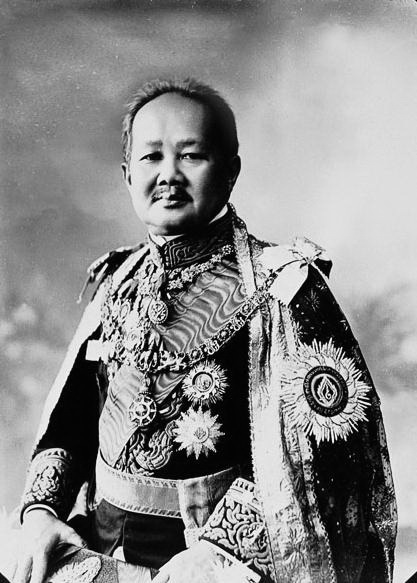
德文·乌达亚旺斯亲王 (1890年)

德瓦旺薩亲王（1858年11月27日—1923年6月28日），是泰国王室成员、政治家和外交官，拉玛四世之子。他曾于1885年被兄长拉玛五世国王任命为外交大臣，长期主导泰国外交事务，并一直任职至逝世为止。